# تاريخ الجندر

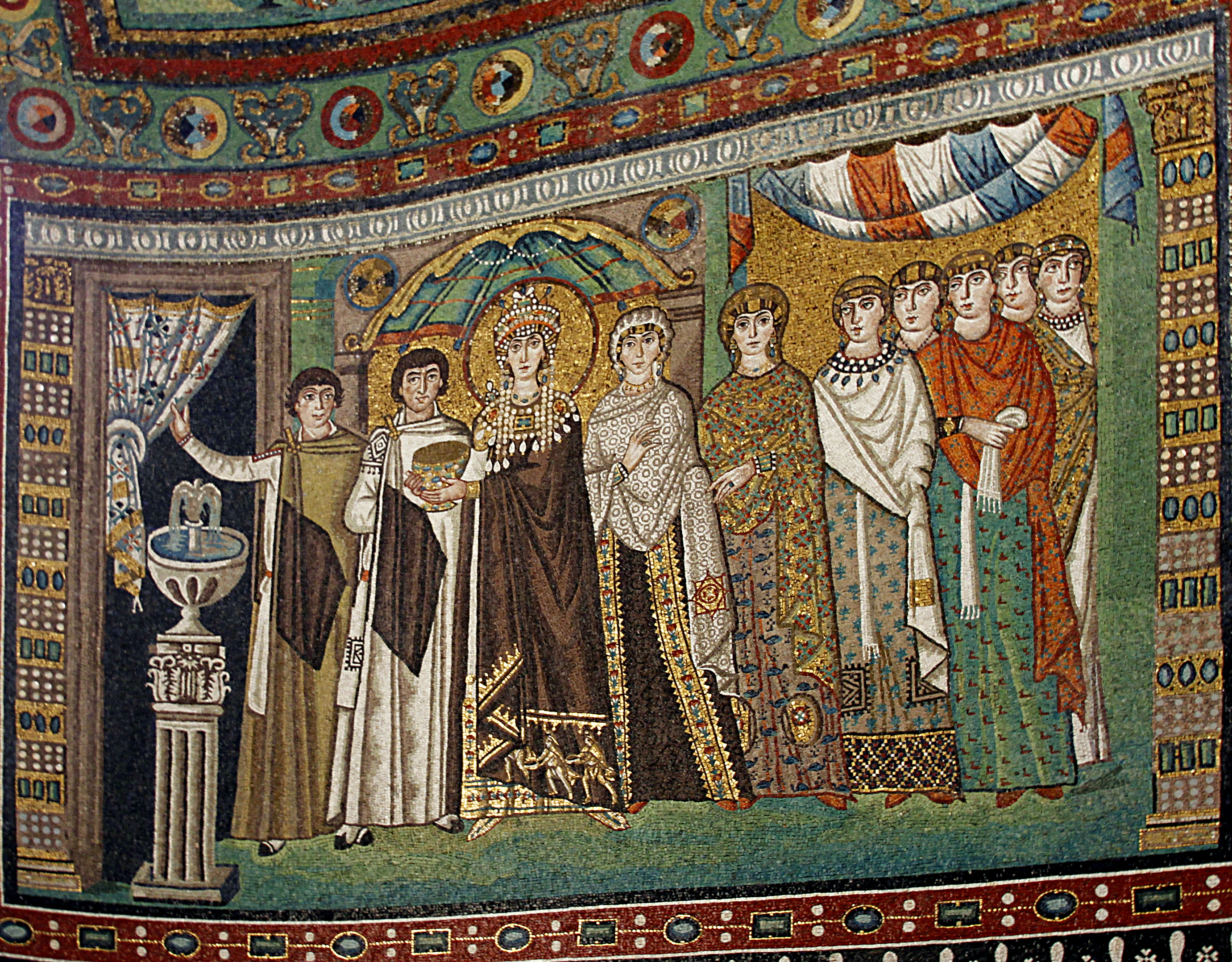
الإمبراطورة ثيودورا محاطة بمستشاريها - سبع سيدات على يسارها ورجلين إلى يمينها

تاريخ الجندر هو أحد المجالات الفرعية للدراسات التاريخية والدراسات الجندرية، وهو يبحث في الماضي من منظور جندري. يُعتبر تاريخ الجندر -بالنظر إلى عدة جوانب- امتدادًا لتاريخ المرأة. يبحث هذا التخصص في آلية تفاوت تأثير الأحداث التاريخية والتحقيب على النساء مقارنةً بالرجال. على سبيل المثال، تتساءل جوان كيلي في مقالتها المؤثرة لعام 1977 «هل تأثرت النساء بعصر للنهضة؟» عمّا إذا كان مفهوم عصر النهضة معني بالنساء. يهتم مؤرخو الجندر أيضًا بكيفية تناول وتشكيل الاختلافات الجندرية في أوقات وأماكن مختلفة، إذ يسود الاعتقاد بأن هذه الاختلافات مبنية اجتماعيًا. تُمثّل هذه التركيبات الاجتماعية للجندر على مر العصور باعتبارها تغييرات في معايير السلوك المتوقعة لأولئك الذين يُعتبرون ذكورًا أو إناثًا. يلاحظ الأشخاص الذين يدرسون تاريخ الجندر هذه التغييرات في المعايير بالإضافة إلى الأفراد الذين يقومون بهذه التغييرات على مر الزمن، إذ يفسرون ما تكشفه هذه التغييرات عن المناخ الاجتماعي/الثقافي/السياسي.

## تاريخ المرأة وتاريخ الجندر
ميّزت المؤرخات والعالمات بين مصطلحي «الجندر» و«الجنس». يُعتبر الجنس بمثابة التركيب البيولوجي للفردـ، بينما يُعد الجندر بمثابة الهوية التي يختارها الفرد. تعتقد ناتسوكي أروغا أن لأعمال المؤرخات حول موضوع الجندر أثر على ترسيخ الفرق بين مفهومي الجندر والجنس. تشكل كل من دراسات المرأة والنسوية جزءًا من قاعدة دراسات الجندر، التي يُعتبر تاريخ الجندر أحد المجالات الفرعية لها. صرحت كاثلين براون أنه يصعب رسم الحد الفاصل بين دراسات المرأة ودراسات الجندر، إذ لا يوجد تعريف محدد وشامل لما يعني أن يكون الفرد امرأة، الأمر الذي يسفر بدوره عن وجود صعوبة في وضع حد للتمييز بين تاريخ المرأة وتاريخ الجندر.
تتردد بعض المؤرخات في قبولهن للقب «مؤرخة النساء» بينما تقبله بعضهن بمحض إرادتهن. تميل المؤرخات ممن قبلن بهذا اللقب إلى التركيز على دراسة دولة الرفاه من حيث ارتباطها بالتاريخ النسوي والدور الذي يلعبه الجندر باعتباره عاملًا تنظيميًا للدولة. ركّزت المؤرخات النسويات أيضًا على كل من سياسة الحزب الديمقراطي ومجال السياسات كالإنصاف في الأجور مثلًا، الذي يُعتبر جزءًا من التاريخ الاجتماعي والتاريخ السياسي.

## الأثر
ترك تاريخ الجندر (وسلفه تاريخ المرأة) اثرًا كبيرًا على الدراسة العامة للتاريخ على الرغم من عمره القصير نسبيًا. مرّ تاريخ الجندر الفرعي بعدّة مراحل مختلفة بعد تحقيقه لقدر من القبول عند انطلاقته الأولى في ستينيات القرن العشرين، إذ اتسمت كل مرحلة بتحدياتها ونتائجها الخاصة دون أن يغير هذا الأمر من حقيقة تأثير تاريخ الجندر على علوم التاريخ بشكل أو بآخر. تتسم بعض التغييرات التي طرأت على دراسات التاريخ بوضوحها مثل ازدياد عدد الكتب التي تتحدث عن النساء الشهيرات أو قبول أعداد أكبر من النساء في المهن المتعلقة بالتاريخ، بينما تتصف التغييرات الأخرى بعدم وضوحها على الرغم من احتمالية كونها أكثر ريادية على الصعيد السياسي في نهاية المطاف. اتجه مؤرخو الجندر بحلول عام 1970 إلى توثيق وضع المرأة وتطلعاتها وتوقعاتها. تحول هذا الاهتمام نحو فضح ممارسات القمع والتمييز ضد المرأة بعد انطلاق الحركة النسوية في ثمانينيات القرن المنصرم. ينطوي تاريخ الجندر في يومنا هذا على الرسوم البيانية المتعلقة بممثلية المرأة وتقدير الإنجازات النسائية في العديد من المجالات التي يهيمن عليها العنصر الذكوري عادةً.